# Revenu universel d'activité
Le revenu universel d'activité (abrégé RUA) est un projet français de prestation sociale, visant à fusionner « le plus grand nombre de prestations », dans l'objectif affiché de « faciliter l'accès des bénéficiaires et gagner en simplicité ».  

## Histoire

### Lancement
Les premières concertations sont lancées par Emmanuel Macron le 3 juin 2019. La fusion envisagée initialement concerne le revenu de solidarité active (RSA), la prime d'activité, et l'aide au logement (APL). La concertation vise aussi à décider du sort d'autres prestations, l'allocation aux adultes handicapés (AAH), l'Allocation de solidarité spécifique (ASS) et l'allocation de solidarité aux personnes âgées (Aspa). 

### Consultation
Une consultation institutionnelle et publique est organisée, d'octobre 2019 à début 2020, dans le cadre de la Stratégie nationale de prévention et de lutte contre la pauvreté. 
Le 4 février 2020, quatre associations du domaine du handicap quittent la concertation, assurant que cette dernière est factice, car le gouvernement et sa secrétaire d'État au handicap Sophie Cluzel ont déjà décidé en amont de fusionner les AAH dans le RUA,. Le 11 février 2020, pendant la Conférence nationale du handicap, Emmanuel Macron annonce renoncer à « transformer, diluer ou supprimer » l'allocation aux adultes handicapés dans le RUA. 
Le traitement des données de la consultation en ligne est réalisé par OpinionWay. 10 813 contributions, 82 200 votes ont été exprimés par 8 100 participants, dont 3 285 rédacteurs. 
Le gouvernement présente un projet de loi au parlement dans le courant de l'année 2020. Le 23 juin 2020, lors d'une assemblée plénière, la création du RUA est adoptée par 35 voix pour et 4 abstentions. 
Les premiers versements du revenu universel d'activité sont prévus pour 2022 ou 2023 au plus tard. 
En raison de la pandémie de Covid-19 en France, le projet gouvernemental est mis à l'arrêt, sans être abandonné,. En janvier 2022, Emmanuel Macron déclare n'avoir pas le temps de se pencher sur cette réforme, qu'il n'a pas pour autant abandonnée.